# Senda del Oso

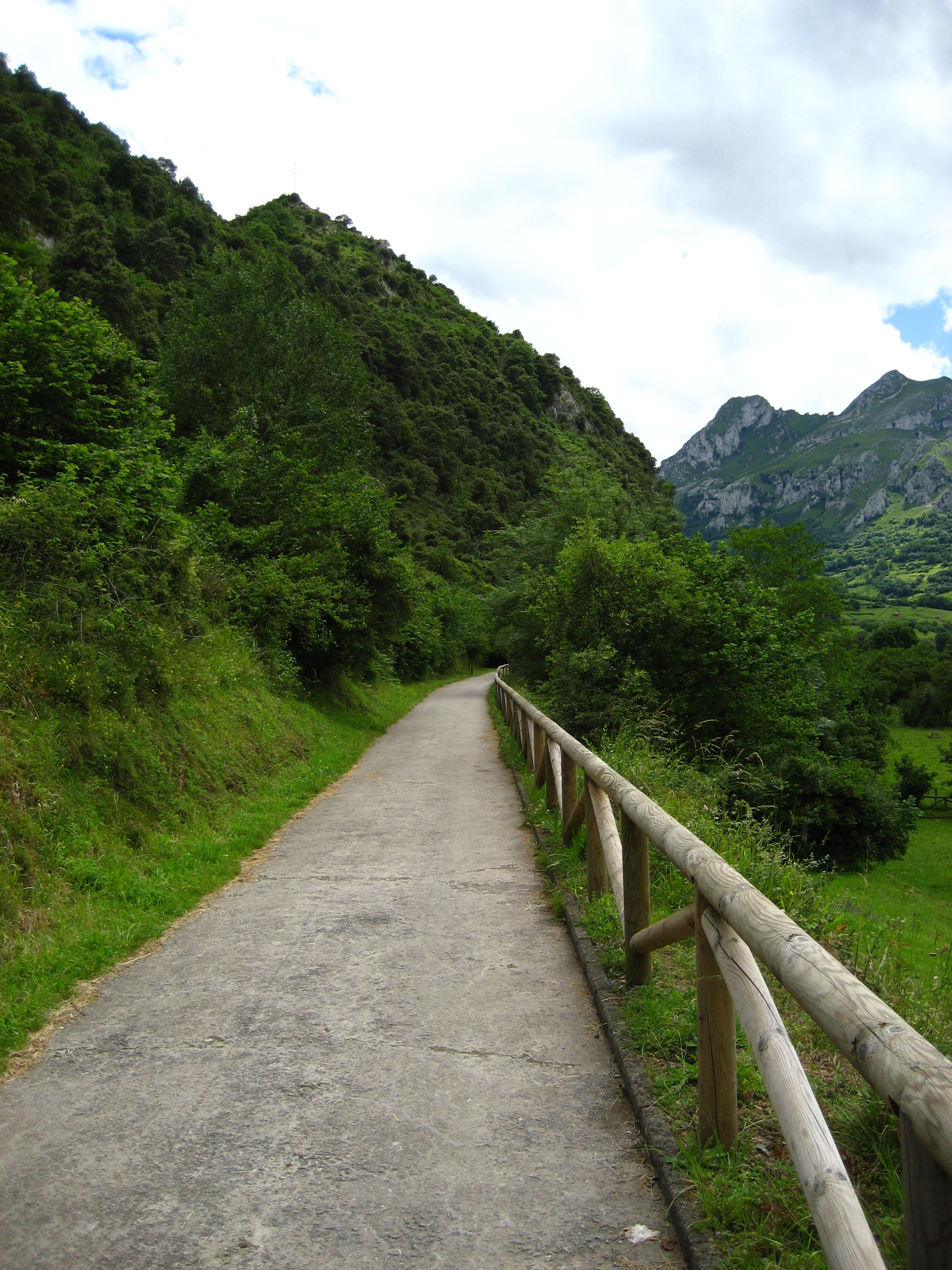
Al paso por el área recreativa de Buyera.

La senda del Oso es una vía verde que discurre por los concejos de Proaza, Teverga, Quirós y Santo Adriano, todos ellos en el Principado de Asturias (España).

## Historia
La senda discurre por la vía férrea en dónde antaño estaba situado el tren minero que recorría el valle del río Trubia desde las localidades de Santa Marina (Quirós), por un lado, y las minas de Teverga (desde Entrago), por otro. Ambas confluían en el pueblo de Caranga de Abajo (Proaza y su central) y desde allí llegaban hasta el pueblo de Trubia, perteneciente al municipio de Oviedo. Este tren se usó hasta el año 1963 para el transporte de mineral de hierro y carbón por parte de la Compañía de Minas y Fundiciones de Santander y Quirós, fundada en 1868, y más tarde por la Fábrica de Mieres en 1888. Durante todo el tiempo de existencia de esta línea, el transporte de viajeros fue casi inexistente. Al final, el agotamiento de las minas, así como su poca rentabilidad económica, en contraposición a otras cuencas mineras asturianas, propició su cierre en 1963.
La vía se iniciaba en el pueblo de Trubia, famoso por sus industrias de armamento, talleres de tornería, pequeña siderurgia y fundiciones que abastecían a la "Fábrica", como comúnmente se denominaba a la fábrica de armas. Nacía entonces al lado de la fábrica de la Quintana, pasaba por la vega de Trubia, hasta Villanueva y de allí a Proaza, de allí iba hasta Caranga dividiéndose en dos tramos, uno de los cuales llegaba a Bárzana y Santa Marina, punto final del recorrido, el otro ramal pasaba por diferentes localidades de Teverga acabando en el pueblo de Entrago.
En el año 1987, los ayuntamientos integrantes de la comarca, a sugerencia de un servicio técnico, que asesoraría alguno de los municipios de la reciente mancomunidad, propician buscar un plan especial único como desarrollo urbanístico, junto con el apoyo de la sociedad y prensa, así como en la administración pública autonómica, para hacer posible el inicio de una inducción turística de carácter rural, que ayude a sustituir la anterior y próxima finalización de la actividad minera, configurando con ilusión, la creación de un nuevo valor social y económico para la población residente del propio área geográfica.
La idea del desarrollo del novísimo plan consistió en iniciar en primer lugar la recuperación de la plataforma del ferrocarril minero, como espina dorsal vertebrada del territorio, que uniera los objetivos existentes, con los turísticos para una recuperación económica y laboral, utilizando la misma plataforma como complementaria, mediante una exposición de valores ambientales y etnográficos diferentes, en sus diferentes recorridos, que propiciasen a crear lo que se conoce hoy en día, como turismo rural.
Se inició la recuperación de la plataforma o pista, para usos vinculantes deportivos de cicloturismo de montaña, bien como base de una incipiente actividad de senderismo, o como desarrollo de pruebas de maratón. 
Así mismo con anterioridad y durante la ejecución de los diferentes tramos de la pista, los ayuntamientos fueron apoyando y ayudando a desarrollar programas y acontecimientos tanto sociales como deportivos diversos, ejecución de rutas de montañismo, o realización de escalada, los campeonatos de parapente, la realización de espeleología, rutas a caballo, encuentros de bandas de gaitas, ediciones de álbumes escolares, para conservar hojas de arbolados, o fotografías de huellas de animales y otros que así fueron configurando una constante y vital actitud, propiciando el descubrimiento de la mancomunidad, junto con la conservación y recuperación residencial de su hábitat. 
A lo largo del recorrido de la senda existen diferentes áreas recreativas, en el municipio de Santo Adriano, se desarrollan una en Tuñón, la siguiente es en Bullera con piscina, cerca de Villanueva y Proaza, estando ésta muy próxima al área zoológica de seguridad cercada existente, para permanencia de los osos pardos cantábricos, existiendo un mirador para su observación, situándose en Proaza el museo de la Casa del Oso.
En uno de los ramales de la senda y antes de llegar a San Salvador en Barcena, se desarrolla el Museo Etnográfico de Quirós, donde se reproduce la vivienda tradicional y la cuadra de la zona, con sus enseres y aperos de labranza.
Y en el otro ramal dirigido hacia Teverga existe un área recreativa en Entrago, continuando la senda hacia el Parque de la Prehistoria, donde se da a conocer el Arte paleolítico superior de Europa, y también se pueden descubrir curiosidades sobre el origen y hábitat de los bisontes europeos, caballos Przwalski, neo-uros, así como gamos y ciervos que habitan en el parque, la senda prosigue finalizando en Cueva Huerta, siendo éste un Monumento Natural, que forma parte de un conjunto kárstico singular, compuesto por desfiladero, sumidero, gran cueva, y diversos cauces subterráneos y de resurgencia, estando próxima a los abrigos de Fresnedo donde se sitúan las pinturas rupestres.

### Historia de una reconversión

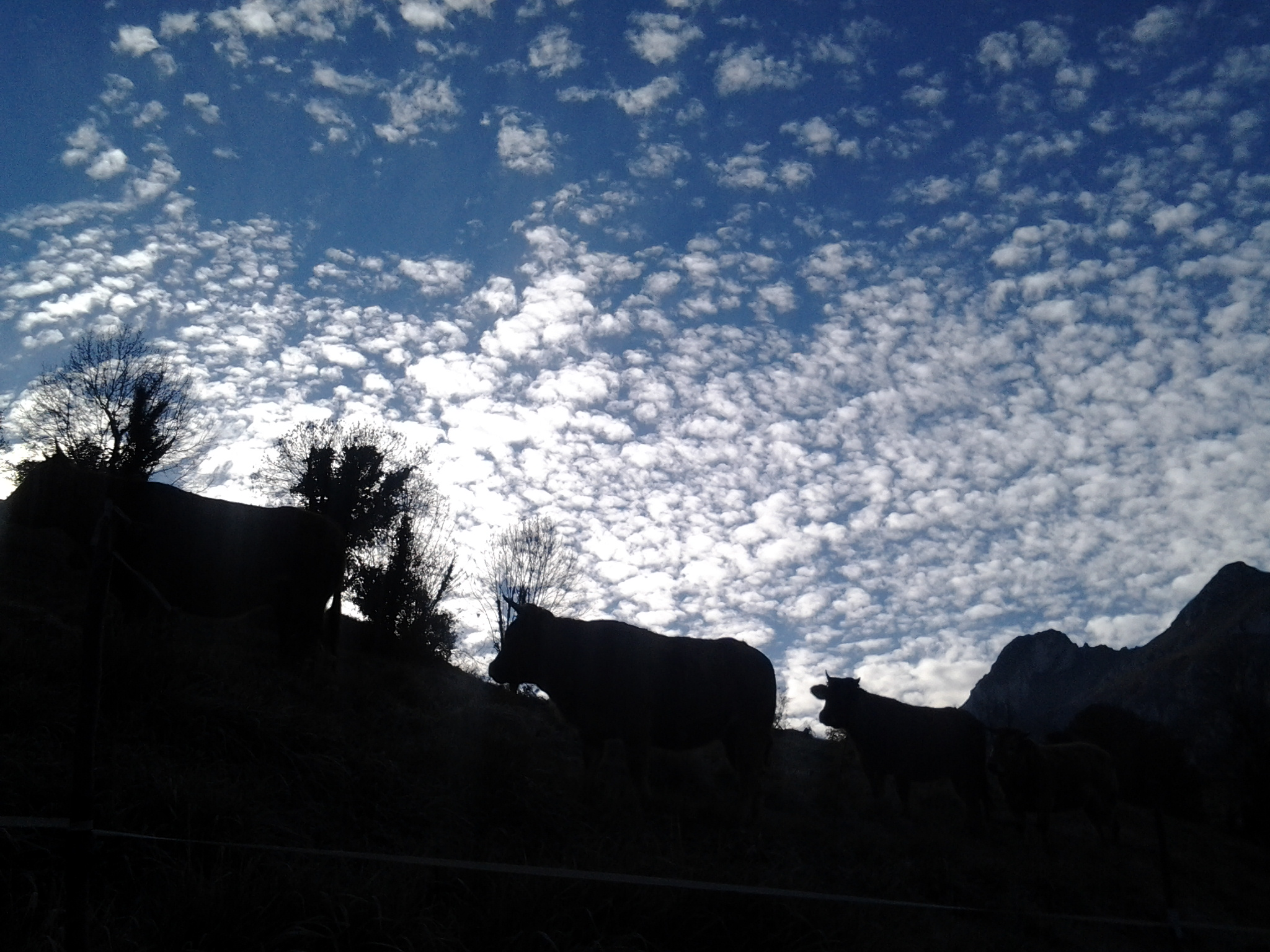
Vacas en el primer tramo de la senda.

En 1988 algunas propuestas de Carlos María de Luis, que publica varios trabajos sobre la historia de los ferrocarriles y su posible reconversión, publicado en el diario La Nueva España, y tomando  a su vez como idea lo expuesto en los Encuentro Estatales de Cicloturismo y Turismo Urbanos de Las Laguna de Ruidera, Víctor Guerra , lanza como portavoz y padre del grupo Alborá Bici-Ecologista, la idea de liderar la reconversión planteada de la vía ferroviaria que cruzaba todo el valle del Quirós y el Trubia para usos ciclosenderistas, En 1989 Víctor Guerra García entrega un pequeño anteproyecto que luego se materializará como Recuperación de la Plataforma de FC Minero del Valle del Trubia, y que se presentó ante la Consejería de Presidencia del Principado de Asturias, y también ante la Agencia de Medio Ambiente y Dirección Regional de la Juventud.
En septiembre de 1989 la Dirección Regional de Juventud y la Mancomunidad de Municipios de Qurirós, Teverga, Proaza y Santo Adriano, encargan un Informe -Proyecto a Víctor Guerra García que por intermedio de la empresa ADAL y con Ignacio Baylón, general el primer proyecto PLAN DE ANIMACIÓN TURÍSTICA y OCUPACIÓN JUVENIL .RECUPERACIÓN DE LA PLATAFORMA DEL FERROCARRIL MINERO TRUBIA-PROAZA-QUIROS-TEVERGA, el cual se entrega el 20 de enero de 1990 con una Introducción, Usos y Objetivos y Definición, empezando los trámites de abril en 1991 en función de dicha actuación en la pista de Los Valles del Trubia, desarrollando la Mancomunidad la creación temporal de Escuelas talleres ocupacionales. Posteriormente, con la aparición y detección de un joven oso denominado goloso, en las proximidades de peñas juntas y de la sede de la Mancomunidad en Caranga de Abajo, donde se nutrió de diferentes colmenas existentes, a partir de ese momento se determinó denominar la pista tras una consulta vecinal, como la Senda del Oso. Se destaca en la actualidad la existencia de osos pardos, para su contemplación.

## Tramos

### Primer tramo
El primer tramo tiene una longitud de 6 km, entre el área recreativa de Tuñón (Santo Adriano) y Proaza. Fue el primer tramo hecho de la senda siendo inaugurado en mayo de 1995.
Este tramo comienza en el área recreativa de Tuñón, en la carretera comarcal AS-228, pasando por el puente de La Esgarrada, pueblo de Tuñón, puente El Salto hasta Villanueva, dejando cerca la entrada al Desfiladero de las Xanas y cruza por el arroyo Las Xanas. A partir de ahí se pasa por Villanueva y su puente romano, un poco más allá se cruza la carretera por el puente «El Sabil», aquí se llega al área de recreo de Buyera y al Monte del Oso dónde se encuentran; Furacu, Molinera, Paca y Bonniefacia. Furaco, un oso de unos 13 años y 302 kilos de peso, que desde hace varias semanas se encuentra ya en un cercado especial vecino al de las osas, construidos ambos para la ocasión en el concejo de Santo Adriano, donde intentará con un acercamiento progresivo enseñarles los rituales del cortejo sexual. Molinera, la osa de un año de edad rescatada el pasado mes de diciembre en Cangas del Narcea y trasladada meses después a Santo Adriano por su incapacidad para adaptarse al medio natural, Paca Y Tola que son dos osas huérfanas. Aquí se llega a Proaza.

### Segundo tramo
El segundo tramo tiene una longitud de 18,5 km, entre Caranga (Proaza) y Cueva Huerta (Teverga). Este tramo fue inaugurado en el verano de 1996 hasta Entrago y ampliado en verano de 2011 hasta Cueva Huerta. El tramo empieza una vez se sale de Proaza, discurriendo por la sierra de Caranga, Peña Armada y Sillón del Rey y el desfiladero de Peñas Juntas.

### Tercer tramo
El tercer tramo tiene una longitud de 4,5 km, entre Caranga (Proaza) y el embalse de Valdemurio (Quirós). Este tramo fue inaugurado en junio de 1999. Este tramo aparece tras el desfiladero de Peñas Juntas, cogiendo el ramal de la izquierda en el que se bifurca la senda, tras pasar el pueblo de Caranga de Abajo (Proaza) la senda discurre paralela a la carretera Caranga-Bárzana.

## Conectividad de sendas verdes
En la actualidad existe una conexión de la senda del Oso con otra senda verde que se inicia en el parque de Invierno, pasando por la entidad rural de Las Caldas, dentro del municipio de Oviedo, que se desarrolla hasta San Andrés, límite con el municipio de Santo Adriano.